# Carea transpurpuralis
Carea transpurpuralis är en fjärilsart som beskrevs av Holloway 1976. Carea transpurpuralis ingår i släktet Carea och familjen trågspinnare. Inga underarter finns listade i Catalogue of Life.